# Arabis gerardii
Arabis gerardii là một loài thực vật có hoa trong họ Cải. Loài này được Besser mô tả khoa học đầu tiên.